# 1531
Cette page concerne l'année 1531  du calendrier julien.
L'année 1531 est une année commune qui commence un dimanche.

## Événements
- 16 février, Inde : une flotte portugaise attaque Diu. D’abord victorieuse, elle est battue par le sultan du Gujerat, Bahâdûr Shâh, avec l’aide d’une flotte turque, et se retire à la fin du mois[1].

- Février ou mars : victoire de l'Adal sur l'Éthiopie à la bataille d'Antoukyah[2].

- 21 mars : prise de Mândû. Effondrement du sultanat du Mâlvâ sous les coups du sultan du Gujerat Bahâdûr Shâh[3].

- 17 juillet : le monastère de Debra Libanos est incendié par les troupes de l'Adal[4].
- 26 août : passage de la comète de Halley[5].
- 28 octobre : défaite du roi Dawit II d'Éthiopie à la bataille d'Amba Sel[4]. Ahmed Gragne reprend l’offensive contre l’Éthiopie. En 1531, il occupe le Daouaro et le Choa[6].

- Tabinshwehti succède à son père Mingyinyo comme roi de Birmanie[7].
- Andrea Doria prend Cherchell par surprise pour le compte de Charles Quint. Il ne peut s'y maintenir[8].
- Mohamed Bandan, un fils d’Omar, frère de l’Askia Mohammed, monte sur le trône du Songhaï à la mort de Moussa (fin en 1537). Guerrier courageux, il s’attaque au royaume de Kebbi, mais est battu par Kanta[9].

### Amérique
- 20 janvier : Francisco Pizarro part  de Panama avec 183 hommes et 36 chevaux embarqués dans trois caravelles[10].
- Fin février, golfe de Paria[11] : Diego de Ordás explore la côte guyanaise et l’Orénoque (1531-1532)[12].
- 14 avril : poussé par les vents sur les côtes de l’Équateur, Pizarro pille la région de Coaque[13]. Il reçoit des renforts à Puerto Viejo (Belalcázar), près du cap San Lorenz puis sur l’île de Puna dans la baie de Guayaquil (Fernand De Soto, avec 100 hommes). Tumbes tombe après quinze jours de combats. Pizarro y apprend que l’empire inca sort d’une guerre civile opposant Huascar a son demi-frère Atahualpa, qui gouverne à Quito et semble l’emporter. Pizarro est pris par les indigènes pour le fils de Viracocha, maître de la foudre.
- 16 avril : fondation de Puebla au Mexique[14].
- 25 juillet : fondation de Santiago de Querétaro au Mexique[15].
- 12 décembre : Juan Diego Cuauhtlatoatzin a une vision de la Vierge Marie sous la forme de la Vierge de Guadalupe[16].

### Europe
- 5 janvier : Ferdinand de Habsbourg est élu roi des Romains à Cologne puis couronné à Aix-la-Chapelle le 11[17].
- 6 janvier : Gustav Vasa obtient à l'assemblée d'Örebro de faire enlever une cloche dans le clocher de chaque église pour faire face à la dette extérieure de l’État envers Lübeck, ce qui choque les croyances des paysans et provoque la révolte des cloches en Dalécarlie (Klockupproret, 1531-1533)[18].
- 24 janvier : la Convocation de Cantorbéry (Assemblée générale du clergé du sud de l'Angleterre) se soumet au roi Henri VIII d'Angleterre et accepte de verser une amende de 100 000 livres pour avoir reconnu l’autorité de Thomas Wolsey, légat du pape, ce qui est contraire au droit (statute of Praemunire, 1353). La Convocation doit présenter à l’avenir toutes ses décisions à l’examen du roi[19].
- 26 janvier : tremblement de terre à Lisbonne[20]. À Santarém, il déclenche des émeutes contre les conversos, ce qui détermine le roi de Portugal à demander secrètement au pape l’autorisation d’établir l’Inquisition au Portugal[21].

- 11 février : le roi Henri VIII d'Angleterre rompt les liens avec le pape, ce qui est à l'origine de la création de l'Église anglicane[22]. Le clergé, réunit dans les Convocations de Cantorbéry (22 mars) et de York (4 mai), reconnaît Henri VIII « chef suprême de l’Église anglaise autant que le Christ le permet »[23], ce qui laisse la porte ouverte à un arrangement avec le pape.
- 27 février : les princes protestants allemands, dirigés par Philippe de Hesse et l’électeur de Saxe, forment la ligue de Schmalkalden contre Charles Quint lorsqu’il exige l’application de l’édit de Worms et la restitution des biens ecclésiastiques[24]. Ils obtiennent la protection de François Ier, allié aux Turcs contre l'Autriche, au grand scandale de la chrétienté.

- 30 mars : Beggars Act (loi sur la mendicité et le vagabondage)[25]. Promulgation des Poor Laws en Angleterre, de 1531 à 1601[26]. Elles prévoient une taxe sur tous les foyers pour venir en aide aux plus défavorisés.

- 4 avril : arrivée de Charles Quint et de Marie de Hongrie à Bruxelles[27]. Installation définitive de la cour et du gouvernement des Pays-Bas dans la ville[28].

- 5 mai : incendie de la cathédrale de Nidarós[29].

- 9 juin : Jean de Laval devient gouverneur de Bretagne (fin en 1543)[30].

- 2 juillet, principauté de Liège : les Rivageois affamés viennent se plaindre devant le palais du Prince-évêque. Érard de La Marck se montre implacable, fait pendre les meneurs et demande des excuses à genoux aux autres participants[31].
- 5 juillet : Alexandre de Médicis entre à Florence. Le lendemain est publié le décret de Charles Quint de 1530 établissant les Médicis comme chef de la République[32].
- 11 juillet : début de la construction de la nouvelle bourse d'Anvers, achevée en 1532[33].

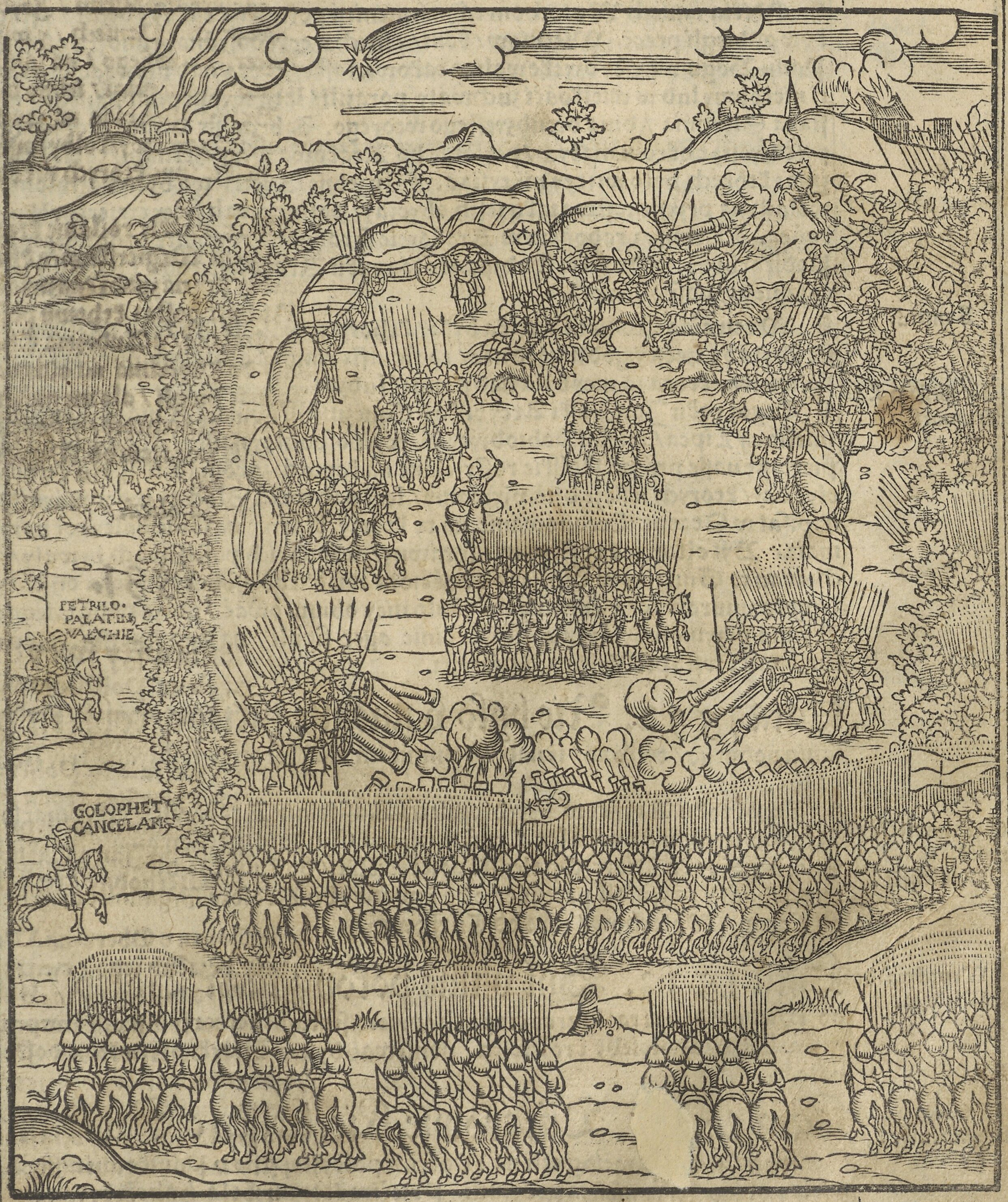
22 août : bataille d'Obertyn

- 22 août : victoire du roi de Pologne Zygmunt Stary sur le prince de Moldavie Pierre IV Rareş à la bataille d'Obertyn[34].

- 22 septembre : mort de Louise de Savoie[35]. Ses vastes possessions dans la France du centre seront absorbées par le domaine royal (Beaujolais, Bourbonnais, Dombes de 1531 à 1561).
- 27 septembre : début de la régence de Marie de Hongrie, sœur de Charles Quint, sur les Pays-Bas et la Franche-Comté après la mort de Marguerite d'Autriche le 1er décembre 1530 (fin en 1556)[36].

- 1er octobre, Bruxelles : réorganisation du Grand Conseil aux Pays-Bas par Charles Quint (Conseil d’état, Conseil secret et Conseil des finances)[27].
- 7 octobre : édit de Charles Quint ordonnant la rédaction de coutumes générales aux Pays-Bas (renouvelé le 4 octobre 1540)[37].

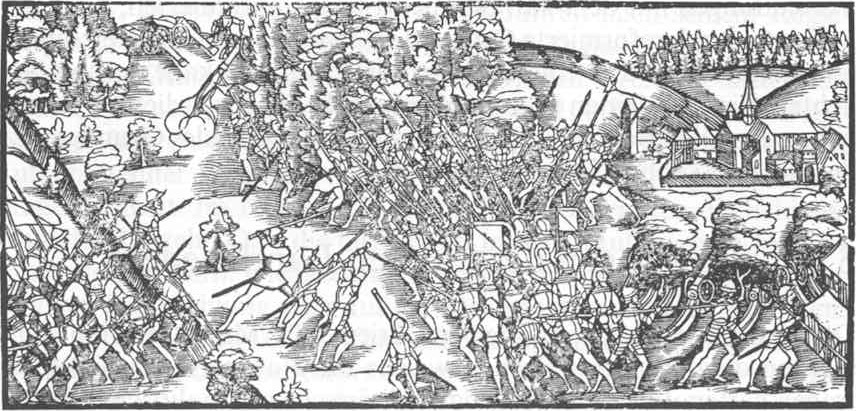
11 octobre : bataille de Kappel, gravure de 1548

- 11 octobre, guerre de religion en Suisse : le chef protestant Ulrich Zwingli est tué à la deuxième bataille de Kappel contre l’union chrétienne des cantons suisses restés catholique[38].
- 24 octobre : Christian II de Danemark, revenu au catholicisme, tente de reprendre le trône de Danemark avec des troupes prêtées par son beau-frère, Charles Quint[39]. L’archevêque de Nidarós, Olaf Engelbriktsson, se rapproche de lui. Christian II lance une expédition sur la Norvège, mais sa flotte est dispersée par la tempête. Il échoue devant la forteresse d’Akershus, près d’Oslo, et est emprisonné par Frédéric Ier de Danemark (1531-1532).

- 7 novembre : Charles Quint autorise le creusement du canal entre Bruxelles et le Rupel réalisé de 1550 à 1561 sous la direction de Jean de Locquenghien[40].
- 20 novembre : la seconde paix du Kappel garantit à chaque canton suisse sa religion[38].

- 9 décembre : Zwingli est remplacé à Zurich par Henrich Bullinger, appelé par le Conseil de ville[41].
- 17 décembre : l'Inquisition est établie au Portugal par la bulle Cum ad nihil magis. Frei Diogo de Silva, le confesseur du roi, est officiellement nommé inquisiteur général. En même temps, on interdit aux nouveaux chrétiens de quitter le pays. Ces derniers envoient à Rome comme agent Duarte de Paz pour soutenir leur cause à coup de pot-de-vin. De Paz parvient à obtenir du pape la décision de suspendre l’établissement du Saint-Office et d’interdire toute action de l’Inquisition contre les marranes (7 avril 1533)[21].

- Vassili III de Russie s’empare de Kazan et y place un khan fidèle à Moscou[42].

- Neuf « hérétiques » périssent sur le bûcher entre 1531 et 1534 en Angleterre[43].

## Naissances en 1531
- 9 janvier : Charles Perrenot de Granvelle, prêtre de l'église catholique romaine et abbé commendataire de l'abbaye Notre-Dame de Faverney († 1567).
- 16 janvier : Janus Frégose, prélat français († 16 octobre 1586).
- 20 mars : Antoine de Portugal, membre de l'ordre de Saint-Jean de Jérusalem et gouverneur de Tanger († 26 août 1595).
- 7 avril : Agostino Valier, cardinal italien († 23 mai 1606).
- 13 avril : Hugues Loubens de Verdalle, 52e grand maître des Hospitaliers de l'ordre de Saint-Jean de Jérusalem († 4 mai 1595).

- 15 mai : Marie d'Autriche, archiduchesse d'Autriche († 11 décembre 1581).

- 9 juin : Federico Cornaro, seniore, cardinal italien († 4 octobre 1590).
- 20 juin : Cesare Caporali, auteur dramatique italien  († 1601).

- 17 juillet : Antoine de Créquy, cardinal de Saint-Tryphon, il fut conseiller du roi Charles IX († 20 juin 1574).

- 4 octobre : Costanzo da Sarnano, cardinal italien († 20 décembre 1595).
- 7 octobre : Scipione Ammirato, historien italien († 1601).
- 12 octobre : Jacques de Savoie-Nemours, prince de la maison de Savoie et protagoniste important de la cour de France († 18 juin 1585).
- 31 octobre : Ippolito de Rossi, cardinal italien († 28 avril 1591).

- 14 novembre : Richard Topcliffe, propriétaire terrien anglais, membre du Parlement pendant le règne d'Élisabeth Ire d'Angleterre († 1604).
- 16 novembre : Anne d'Este, princesse franco-italienne († 17 mai 1607).

- 6 décembre : Vespasien Gonzague, condottiere italien († 26 février 1591).
- 15 décembre : Bernardo Buontalenti, architecte, sculpteur et peintre italien († 6 juin 1608).
- ? décembre : Hendrik van Brederode, patriote bruxellois († 15 février 1568).

- 1530 ou 1531 :
  - Philippe d'Alcripe, écrivain français, moine cistercien à l'abbaye de Mortemer († 1581).

- Date précise inconnue :
  - Akiyama Nobutomo, un des 24 généraux de Shingen Takeda († 23 décembre 1575).
  - Corneille Bonaventure Bertram, théologien protestant et linguiste hébraïsant († 1594).
  - Barnabé Brisson, magistrat et jurisconsulte français, conseiller d’État, président du Parlement de Paris († 15 novembre 1591).
  - Wolfgang de Brunswick-Grubenhagen, prince de Grubenhagen († 1595).
  - James Burbage, acteur, impresario et constructeur de théâtres anglais associé au théâtre élisabéthain († 1597).
  - Pierre Daniel (d'Orléans), avocat, bibliophile, philologue et érudit français († 1604).
  - Petrus Dathenus, prédicant qui a joué un rôle majeur dans la Réforme protestante des anciens Pays-Bas († 17 mars 1588).
  - Jean Dave, prêtre du diocèse de Namur, 3e évêque de Namur († 3 mars 1595).
  - Charles d'Espinay, prélat breton († 12 septembre 1591).
  - Horace Farnèse, fils de Pierre Louis Farnèse et de Gerolama Orsini, petit-fils du pape Paul III, il est duc de Castro († 18 juillet 1553).
  - Masatane Hara, un des 24 généraux de Shingen Takeda († 29 juin 1575).
  - Ilie II Rareș, voïvode de Moldavie († janvier 1562).
  - Maurice de La Porte, lexicographe français († 23 avril 1571).
  - Maso da San Friano, peintre italien de l'école florentine du Cinquecento († 1571).
  - Pierre Morin, bibliste français († 1608).
  - Melchior Neusidler, compositeur et luthiste allemand († 1591).
  - François de La Noue, capitaine huguenot durant les guerres de Religion († 4 août 1591).
  - Agostino Ramelli, ingénieur suisse italien († vers 1600).
  - Louis Revol, homme politique français († 17 septembre 1594).
  - Alonso Sánchez Coello, peintre espagnol († 8 août 1588).
  - Henry Stanley, noble anglais, 4e comte de Derby et seigneur de l'île de Man († 25 septembre 1593).
  - Takayama Tomoteru, samouraï de l'époque Azuchi Momoyama de l'histoire du Japon, au service de Matsunaga Hisahide († 1596).
  - Vitellozzo Vitelli, cardinal italien († 19 novembre 1568).

- Vers 1531 :
- Jacques De Bay, théologien catholique des Pays-Bas méridionaux († 8 octobre 1614).

## Décès en 1531
- 21 janvier : Andrea del Sarto peintre florentin (° 1486).
- 16 février : Johannes Stöffler, mathématicien, astronome et prêtre allemand (° 10 décembre 1452).
- 20 mai : Nicolas de Montmorency-Laval, dit Guy XVI de Laval, comte de Laval de 1500 à 1531, baron de Quintin et sire de Vitré (° 1er octobre 1476).
- 11 octobre : Ulrich Zwingli, réformateur protestant suisse (° 1er janvier 1484).
- 22 novembre : Évrard IV de La Marck, seigneur d'Arenberg et de Neufchâtel-sur-Ardenne. Décédé à Bruxelles.
- 24 novembre : Œcolampade, réformateur, humaniste et prédicateur d'origine wurtembergeoise (° 1482).
- Date précise inconnue :
- Hans Burgkmair, peintre et graveur sur bois allemand (° 1473).
- Giovannello da Itala, peintre italien (° 1504).
- Diogo de Arruda, architecte et sculpteur portugais (° vers 1470).